# Rario
Rario (Ράριον πεδίον) era un terreno que se encontraba en Eleusis, y se suponía que era la primera parcela dedicada al cultivo del grano después de que Deméter enseñara la agricultura a la humanidad por medio de Triptólemo. Se asoció con los Misterios de Eleusis.
Deméter tenía por sobrenombre Rharias por el campo, o por su mítico epónimo Rarus (Ρᾶρος).